# الألعاب الفرانكوفونية 2023
الألعاب الفرانكوفونية 2021 بالفرنسية: Jeux de la Francophonie 2021) هي الدورة التاسعة من الألعاب الفرانكوفونية والتي تنظمها المنظمة الدولية للفرنكوفونية. من المقرر إقامة هذه الدورة في مونكتون-دييب، نيو برونزويك، بكندا في الفترة ما بين 23 يوليو و1 أغسطس 2021.

## روابط خارجية
- الموقع الرسمي للألعاب الفرانكوفونية.